# سرجیو هیپردینگر
سرجیو هیپردینگر (انگلیسی: Sergio Hipperdinger؛ زادهٔ ۱۴ ژانویهٔ ۱۹۹۲) بازیکن فوتبال اهل آرژانتین است.